# Reforma tributaria de Fernández Villaverde

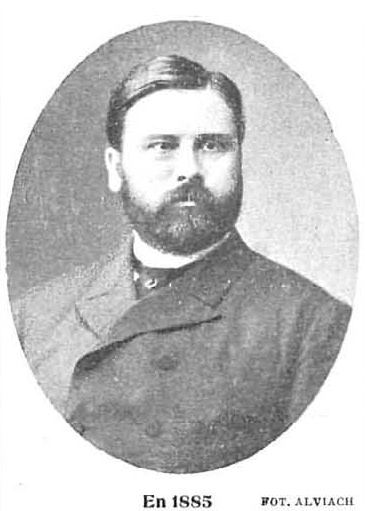
Raimundo Fernández Villaverde hacia 1885, fotografía de Alviach.

La reforma tributaria de Fernández Villaverde fue una reorganización de la Hacienda pública de España a raíz de la crisis finisecular que experimentó España a finales del siglo XIX.
Raimundo Fernández Villaverde fue nombrado ministro de Hacienda en 1899, tras el desastre de la guerra en Cuba y Filipinas, que había supuesto un incremento de la deuda pública de unos 11.500 millones de pesetas. Su labor más urgente fue reducir esa deuda y reformar el cuadro de los ingresos. Para dominar la deuda pública tomó medidas que demoraban el pago y reducían los intereses.
La reducción del cuadro de imposición directa es más transcendente. Se comenzó a tributar por la riqueza y se impuso contribuciones sobre las utilidades, sobre las rentas del trabajo y del capital y sobre los beneficios de las sociedades. Cobrar a las sociedades simplificó mucho la recaudación al crearse, paralelamente, el Registro de Sociedades. Este sistema supuso el fin de los impuestos territoriales.